# Basketball-Bundesliga 2010/11
Die Basketball-Bundesliga-Saison 2010/11 (offiziell Beko Basketball-Bundesliga) war die 45. Spielzeit der höchsten deutschen Spielklasse im Basketball der Männer. Die reguläre Saison begann am 1. Oktober 2010 mit einem Heimspiel der Eisbären Bremerhaven gegen die Giants Düsseldorf und endete am 23. April 2011 mit dem 34. und letzten Spieltag. In den sich daran anschließenden Play-offs setzten sich schließlich die Brose Baskets aus Bamberg durch, die mit einem 3:2-Sieg in der Finalrunde gegen Alba Berlin ihren Titel aus dem Vorjahr erfolgreich verteidigten.

## Teilnehmende Mannschaften
| Mannschaft              | Halle                         | Plätze | VJP1  |
| ----------------------- | ----------------------------- | ------ | ----- |
| Artland Dragons         | Artland-Arena                 | 3000   | 9     |
| Brose Baskets (M4)      | Stechert-Arena                | 6800   | 5/FI4 |
| BBC Bayreuth            | Oberfrankenhalle              | 4000   | A3    |
| Alba Berlin             | O2 World Berlin               | 14500  | 2/VF  |
| Telekom Baskets Bonn    | Telekom Dome                  | 6000   | 4/VF  |
| Phantoms Braunschweig   | Volkswagen Halle Braunschweig | 6100   | 8/HF  |
| Eisbären Bremerhaven    | Stadthalle Bremerhaven        | 4050   | 6/HF  |
| Giants Düsseldorf       | Burg-Wächter Castello         | 3670   | 172   |
| Deutsche Bank Skyliners | Ballsporthalle Frankfurt      | 5002   | 7/FI  |
| LTi Gießen 46ers        | Sporthalle Gießen-Ost         | 4003   | 14    |
| BG Göttingen            | Lokhalle Göttingen            | 3700   | 3/VF  |
| Phoenix Hagen           | Ischelandhalle                | 3003   | 16    |
| EnBW Ludwigsburg        | Arena Ludwigsburg             | 5300   | 11    |
| Mitteldeutscher BC      | Stadthalle Weißenfels         | 3000   | 10    |
| EWE Baskets Oldenburg   | EWE Arena                     | 3148   | 1/VF  |
| TBB Trier               | Arena Trier                   | 5900   | 15    |
| Tigers Tübingen         | Paul Horn-Arena               | 3132   | 12    |
| Ratiopharm Ulm          | Kuhberghalle                  | 3000   | 13    |

1Vorjahresplatzierung bezogen auf die Abschlusstabelle der Basketball-Bundesliga-Saison 2009/10 vor den Playoffs bzw. ggf. der Playoff-Platzierung

2Auf Grund der fehlenden Lizenzierung der sportlich qualifizierten Cuxhaven BasCats (ProA) konnten die Giants Düsseldorf durch den Erwerb einer Wild Card die Klasse halten.

3Aufstieg aus der ProA 

4Titelverteidiger

## Abschlusstabelle
|  | = Playoff-Plätze  |
|  | = Abstiegs-Plätze |

| \| # \| Team \| Siege \| Niederlagen \| Punkte \| Körbe \| \| -- \| -------------------------------- \| ----- \| ----------- \| ------ \| --------- \| \| 1 \| Brose Baskets Bamberg \| 32 \| 2 \| 66 \| 2786:2213 \| \| 2 \| Deutsche Bank Skyliners \| 26 \| 8 \| 60 \| 2629:2365 \| \| 3 \| Alba Berlin \| 24 \| 10 \| 58 \| 2802:2526 \| \| 4 \| Artland Dragons \| 23 \| 11 \| 57 \| 2736:2484 \| \| 5 \| New Yorker Phantoms Braunschweig \| 20 \| 14 \| 54 \| 2647:2563 \| \| 6 \| EWE Baskets Oldenburg \| 20 \| 14 \| 54 \| 2603:2599 \| \| 7 \| BG Göttingen \| 19 \| 15 \| 53 \| 2514:2403 \| \| 8 \| Eisbären Bremerhaven \| 18 \| 16 \| 52 \| 2670:2698 \| \| 9 \| EnBW Ludwigsburg \| 18 \| 16 \| 52 \| 2699:2769 \| \| 10 \| TBB Trier \| 17 \| 17 \| 51 \| 2380:2383 \| \| 11 \| Phoenix Hagen \| 15 \| 19 \| 49 \| 2904:2959 \| \| 12 \| Walter Tigers Tübingen \| 15 \| 19 \| 49 \| 2600:2698 \| \| 13 \| Telekom Baskets Bonn \| 14 \| 20 \| 48 \| 2527:2602 \| \| 14 \| ratiopharm Ulm \| 12 \| 22 \| 46 \| 2755:2806 \| \| 15 \| LTi Gießen 46ers \| 9 \| 25 \| 43 \| 2368:2657 \| \| 16 \| BBC Bayreuth \| 9 \| 25 \| 43 \| 2528:2746 \| \| 17 \| Mitteldeutscher BC \| 8 \| 26 \| 42 \| 2338:2612 \| \| 18 \| Giants Düsseldorf \| 7 \| 27 \| 41 \| 2249:2652 \| |                                  |       |             |        |           |
| # | Team                             | Siege | Niederlagen | Punkte | Körbe     |
| 1 | Brose Baskets Bamberg            | 32    | 2           | 66     | 2786:2213 |
| 2 | Deutsche Bank Skyliners          | 26    | 8           | 60     | 2629:2365 |
| 3 | Alba Berlin                      | 24    | 10          | 58     | 2802:2526 |
| 4 | Artland Dragons                  | 23    | 11          | 57     | 2736:2484 |
| 5 | New Yorker Phantoms Braunschweig | 20    | 14          | 54     | 2647:2563 |
| 6 | EWE Baskets Oldenburg            | 20    | 14          | 54     | 2603:2599 |
| 7 | BG Göttingen                     | 19    | 15          | 53     | 2514:2403 |
| 8 | Eisbären Bremerhaven             | 18    | 16          | 52     | 2670:2698 |
| 9 | EnBW Ludwigsburg                 | 18    | 16          | 52     | 2699:2769 |
| 10 | TBB Trier                        | 17    | 17          | 51     | 2380:2383 |
| 11 | Phoenix Hagen                    | 15    | 19          | 49     | 2904:2959 |
| 12 | Walter Tigers Tübingen           | 15    | 19          | 49     | 2600:2698 |
| 13 | Telekom Baskets Bonn             | 14    | 20          | 48     | 2527:2602 |
| 14 | ratiopharm Ulm                   | 12    | 22          | 46     | 2755:2806 |
| 15 | LTi Gießen 46ers                 | 9     | 25          | 43     | 2368:2657 |
| 16 | BBC Bayreuth                     | 9     | 25          | 43     | 2528:2746 |
| 17 | Mitteldeutscher BC               | 8     | 26          | 42     | 2338:2612 |
| 18 | Giants Düsseldorf                | 7     | 27          | 41     | 2249:2652 |

## Play-offs 2010/11
| Viertelfinale | Viertelfinale | Viertelfinale |   |           | Halbfinale | Halbfinale | Halbfinale |  |  | Finale | Finale | Finale |
|               |               |               |   |           |            |            |            |  |  |        |        |        |
| 1             | Bamberg       | 3             |   |           |            |            |            |  |  |        |        |        |
| 8             | Bremerhaven   | 0             |   |           |            |            |            |  |  |        |        |        |
| 8             | Bremerhaven   | 0             | 1 | Bamberg   | 3          |            |            |  |  |        |        |        |
|               |               |               | 1 | Bamberg   | 3          |            |            |  |  |        |        |        |
|               | 4             | Artland       | 2 |           |            |            |            |  |  |        |        |        |
| 4             | 4             | Artland       | 2 | Artland   | 3          |            |            |  |  |        |        |        |
| 4             |               |               |   | Artland   | 3          |            |            |  |  |        |        |        |
| 5             | Braunschweig  | 2             |   |           |            |            |            |  |  |        |        |        |
| 5             | Braunschweig  | 2             | 1 | Bamberg   | 3          |            |            |  |  |        |        |        |
|               |               |               |   | Bamberg   | 3          |            |            |  |  |        |        |        |
|               | 3             | Berlin        | 2 |           |            |            |            |  |  |        |        |        |
| 2             | 3             | Berlin        | 2 | Frankfurt | 3          |            |            |  |  |        |        |        |
| 2             |               |               |   | Frankfurt | 3          |            |            |  |  |        |        |        |
| 7             | Göttingen     | 0             |   |           |            |            |            |  |  |        |        |        |
| 7             | Göttingen     | 0             | 2 | Frankfurt | 2          |            |            |  |  |        |        |        |
|               |               |               | 2 | Frankfurt | 2          |            |            |  |  |        |        |        |
|               | 3             | Berlin        | 3 |           |            |            |            |  |  |        |        |        |
| 3             | 3             | Berlin        | 3 | Berlin    | 3          |            |            |  |  |        |        |        |
| 3             |               |               |   | Berlin    | 3          |            |            |  |  |        |        |        |
| 6             | Oldenburg     | 2             |   |           |            |            |            |  |  |        |        |        |

## Meistermannschaft
| Spieler | Spieler            | Spieler           | Spieler    | Spieler | Spieler | Spieler        |
| Nr.     | Nat.               | Name              | Geburt     | Größe   | Info    | Letzter Verein |
| ------- | ------------------ | ----------------- | ---------- | ------- | ------- | -------------- |
|         |                    | Guards (PG, SG)   |            |         |         |                |
| 5       | Vereinigte Staaten | John Goldsberry   | 19.10.1982 | 191     |         |                |
| 9       | Deutschland        | Karsten Tadda     | 02.11.1988 | 190     |         |                |
| 11      | Deutschland        | Daniel Schmidt    | 16.08.1990 | 186     | DL      |                |
| 13      | Deutschland        | Maurice Stuckey   | 30.05.1990 | 187     | DL      |                |
| 22      | Vereinigte Staaten | Brian Roberts     | 03.12.1985 | 188     |         |                |
| 25      | Slowakei           | Anton Gavel       | 24.10.1984 | 189     | A-Nat.  |                |
|         |                    | Forwards (SF, PF) |            |         |         |                |
| 7       | Vereinigte Staaten | Reyshawn Terry    | 07.04.1984 | 203     |         |                |
| 8       | Serbien            | Predrag Šuput     | 01.06.1977 | 200     |         |                |
| 12      | /                  | Michael Crowell   | 09.12.1985 | 197     |         |                |
| 23      | Vereinigte Staaten | Casey Jacobsen    | 19.03.1981 | 198     | (C)     |                |
| 42      | Vereinigte Staaten | Kyle Hines        | 02.09.1986 | 196     |         |                |
|         |                    | Center (C)        |            |         |         |                |
| 19      | Deutschland        | Erik Land         | 03.06.1990 | 205     | DL      |                |
| 14      | Deutschland        | Philipp Neumann   | 20.02.1992 | 209     | DL      |                |
| 21      | Deutschland        | Tibor Pleiß       | 02.11.1989 | 215     | A-Nat.  |                |

| Trainer            | Trainer            | Trainer          |
| Nat.               | Name               | Position         |
| ------------------ | ------------------ | ---------------- |
| Vereinigte Staaten | Chris Fleming      | Cheftrainer      |
| Osterreich         | Stefan Weissenböck | Assistenztrainer |
| Deutschland        | Arne Woltmann      | Assistenztrainer |
| Deutschland        | Wolfgang Heyder    | Manager          |

| Legende      | Legende             |
| Abk.         | Bedeutung           |
| ------------ | ------------------- |
| (C)          | Mannschaftskapitän  |
| A-Nat.       | Nationalspieler     |
| DL           | Doppellizenzspieler |
| Quellen      |                     |
| Ligahomepage |                     |
| Stand: 2011  |                     |

| Legende      | Legende             |
| Abk.         | Bedeutung           |
| ------------ | ------------------- |
| (C)          | Mannschaftskapitän  |
| A-Nat.       | Nationalspieler     |
| DL           | Doppellizenzspieler |
| Quellen      |                     |
| Ligahomepage |                     |
| Stand: 2011  |                     |

Ferner gehörten dem Kader weitere nicht eingesetzte Doppellizenzspieler an.

## Führende der Mannschaftsstatistiken
- Defensiv beste Mannschaft: Brose Baskets (2.213 Punkte, ⌀ 65,1 pro Spiel)
- Defensiv schlechteste Mannschaft: Phoenix Hagen (2.959 Punkte, ⌀ 87,0 pro Spiel)

- Offensiv beste Mannschaft: Phoenix Hagen (2.904 Punkte, ⌀ 85,4 pro Spiel)
- Offensiv schlechteste Mannschaft: Giants Düsseldorf (2.249 Punkte, ⌀ 66,1 pro Spiel)

## Führende der Spielerstatistiken
| Kategorie               | Spieler             | Team                  | Wert |
| ----------------------- | ------------------- | --------------------- | ---- |
| Punkte pro Spiel        | DaShaun Wood        | Skyliners Frankfurt   | 19,0 |
| Rebounds pro Spiel      | John Bryant         | Ratiopharm Ulm        | 10,9 |
| Assists pro Spiel       | Branislav Ratkovica | Tigers Tübingen       | 7,4  |
| Steals pro Spiel        | Kevin Hamilton      | Phantoms Braunschweig | 2,1  |
| Blocks pro Spiel        | Tibor Pleiß         | Brose Baskets Bamberg | 1,8  |
| Effizienzwert pro Spiel | John Bryant         | Ratiopharm Ulm        | 20,9 |

## Saisonbestmarken
|                 | Wert | Spieler                        |
| --------------- | ---- | ------------------------------ |
| Punkte          | 37   | Derrick Allen (Berlin)         |
| Rebounds        | 20   | Chris Ensminger (Bonn)         |
| Dreier          | 9    | David Bell (Hagen)             |
| Assists         | 13   | Branislav Ratkovica (Tübingen) |
| Ballgewinne     | 6    | Marius Nolte (Frankfurt)       |
| Geblockte Würfe | 7    | Ekenechukwu Ibekwe (Artland)   |
| Effektivität    | 43   | Tyrese Rice (Artland)          |

## Ehrungen 2010/11
| Auszeichnung                            | Name             | Verein                  |
| --------------------------------------- | ---------------- | ----------------------- |
| All-Star Game MVP                       | Kyle Hines       | Brose Baskets           |
| Spieler des Jahres                      | DaShaun Wood     | Deutsche Bank Skyliners |
| Bester Offensivspieler                  | DaShaun Wood     | Deutsche Bank Skyliners |
| Bester Verteidiger                      | Immanuel McElroy | Alba Berlin             |
| Bester deutscher Nachwuchsspieler (U24) | Tibor Pleiß      | Brose Baskets           |
| Most Improved Player                    | Philip Zwiener   | TBB Trier               |
| Trainer des Jahres                      | Chris Fleming    | Brose Baskets           |
| Most Likeable Player                    | Kyle Hines       | Brose Baskets           |
| Finals MVP                              | Kyle Hines       | Brose Baskets           |

Quelle: 

### All-BBL Teams
All-BBL First Team:
- G DaShaun Wood (Skyliners Frankfurt)
- G Julius Jenkins (Alba Berlin)
- F Casey Jacobsen (Brose Baskets)
- F Predrag Šuput (Brose Baskets)
- C John Bryant (Ratiopharm Ulm)

All-BBL Second Team:
- G Tyrese Rice (Artland Dragons)
- G Brian Roberts (Brose Baskets)
- F Robin Benzing (Ratiopharm Ulm)
- F Derrick Allen (Alba Berlin)
- C Tibor Pleiß (Brose Baskets)

## Durchschnittliche Zuschauerzahlen in der Hauptrunde
| Stadt              | Besucher | Kapazität | Auslastung |
| ------------------ | -------- | --------- | ---------- |
| Bamberg            | 06.797   | 06.800    | 099.96 %   |
| Bayreuth           | 02.999   | 04.000    | 074.98 %   |
| Berlin             | 10.451   | 14.500    | 072.08 %   |
| Bonn               | 05.077   | 06.000    | 084.62 %   |
| Braunschweig       | 03.204   | 06.100    | 052.52 %   |
| Bremerhaven        | 03.662   | 04.050    | 090.42 %   |
| Düsseldorf         | 02.036   | 03.670    | 055.48 %   |
| Frankfurt          | 04.507   | 05.002    | 090.10 %   |
| Gießen             | 03.522   | 04.003    | 087.98 %   |
| Göttingen          | 02.969   | 03.700    | 080.24 %   |
| Hagen              | 02.596   | 03.065    | 084.70 %   |
| Ludwigsburg        | 02.903   | 05.300    | 054.77 %   |
| Mitteldeutscher BC | 02.241   | 03.000    | 074.70 %   |
| Oldenburg          | 03.133   | 03.148    | 099.52 %   |
| Quakenbrück        | 02.985   | 03.000    | 099.50 %   |
| Trier              | 03.516   | 05.900    | 059.59 %   |
| Tübingen           | 02.702   | 03.132    | 086.27 %   |
| Ulm                | 02.918   | 03.000    | 097.27 %   |
| Gesamt             | 03.813   | 04.854    | 078.55 %   |
| Vorjahr            | 03.756   | 04.831    | 077.75 %   |